# Vladimir Strugar
Vladimir Strugar (Bjelovar, 19. studenoga 1946.) hrvatski je pedagog, bivši ministar prosvjete i športa Vlade Republike Hrvatske. 
U Bjelovaru je završio srednju ekonomsku školu, nakon čega upisuje Pedagošku akademiju u Pakracu na kojoj 1969. godine stječe zvanje nastavnika hrvatskog jezika i književnosti. Na Filozofskom fakultetu Sveučilišta u Zagrebu 1979. godine završio je četverogodišnji izvanredni studij jednopredmetne pedagogije, stekavši stručni naziv profesora pedagogije. Magistarski je rad obranio na Pedagoškom fakultetu Sveučilišta u Rijeci 1988., a 1991. na Filozofskom fakultetu Sveučilišta u Rijeci stekao znanstveni stupanj doktora društvenih znanosti iz područja pedagogije s temom Opće i pedagoške osobine nastavnika kao determinante efikasnosti obrazovanja.

## Karijera
- Osnovna škola Šandor Kiralj u Bedeniku (1969. – 1978.), učitelj hrvatskoga jezika, tajnik i računovođa te ravnatelj škole;
- Dječji vrtić u Bjelovaru (1978. – 1979.), tajnik;
- III. osnovna škola u Bjelovaru (1979. – 1984.), ravnatelj;
- Zavod za unapređivanje školstva Republike Hrvatske, Radna jedinica za područje Zajednice općina Bjelovar (1984. – 1994.), prosvjetni savjetnik za razrednu nastavu i opći razvoj;
- Bjelovarsko-bilogorska županija (1993. – 2000.), pročelnik Ureda za prosvjetu, kulturu, informiranje, šport i tehničku kulturu Bjelovarsko-bilogorske županije;
- Vlada Republike Hrvatske (2000. – 2003.), ministar prosvjete i sporta u Vladi Republike Hrvatske;
- Zavod za znanstvenoistraživački i umjetnički rad HAZU u Bjelovaru (od 2005.), upravitelj Zavoda.[1]

Radio je u preddiplomskoj, diplomskoj i poslijediplomskoj nastavi kao stručni suradnik, gostujući nastavnik i vanjski suradnik – nastavnik na Filozofskom fakultetu i Učiteljskom fakultetu u Zagrebu. Vodio je kolegije: Didaktika, Sistematska pedagogija, Školska pedagogija, Teorija nastave i obrazovanja, Nastavni kurikulum te Obrazovne i razvojne strategije.
Bibliografija obuhvaća oko 470 radova, o čega 13 samostalnih knjiga, suautor 20 i urednik 41 knjige, oko dvije stotine znanstvenih članaka u zbornicima i pedagoškim časopisima te više informativno-popularnih članaka o odgoju i obrazovanju.
Sudjelovao je u nekoliko znanstvenoistraživačkih projekata i aktivno na pedesetak međunarodnih i domaćih znanstvenih te stručnih skupova.
Prinos hrvatskom obrazovanju i pedagogijskoj znanosti ostvario je na više područja, a to su: teorijsko i empirijsko istraživanje osobina i uloge učitelja, unapređivanje rada s darovitim učenicima, unapređivanje teorije i prakse kurikula i kurikularnih promjena sustava, proučavanju povijesti školstva.

## Nagrade i priznanja
Vladimir Strugar počasni je građanin Grada Krapine (2002.), Općine Donji Kraljevec (2006.) i Grada Bjelovara (2012.)
- Red Danice hrvatske s likom Antuna Radića,
- Red hrvatskog trolista predsjednika Republike Hrvatske,
- Plaketa Tihomir Trnski,
- Zlatna plaketa Grb Grada Bjelovara,
- Nagrada Ivan Filipović za životno djelo u području znanstvenog rada.[1]
- Nagrada grada Metkovića "Narona" u području obrazovanja za 2008. godinu.

## Vanjske poveznice
- Strugar Vladimir. hazu.hr
- Vladimir Strugar, prvi pedagog član Hrvatske akademije znanosti i umjetnosti